# Arbutus Records
Arbutus Records es una compañía discográfica y de manejo de talentos musicales con sede en Montreal, Canadá, fundada por Sebastian Cowan en el año 2009. El sello musical lleva el nombre de una calle de la ciudad de Vancouver ubicada en el oeste canadiense, ciudad en la que creció Cowan. El sello también comenzó a expandirse fuera de Montreal, incorporando al artista internacional Σtella, de Atenas, Grecia, el 16 de abril de 2019, y al trío Rapport de Toronto, el 28 de agosto de 2019.

## Biografía
La comunidad comenzó en un piso de 430 metros cuadrados ubicado en Mile End, que se hacía llamar Lab Synthèse. La disquera fue creada para promover y cultivar las bandas asociadas a este espacio. La disquera se define a sí misma como una comunidad de artistas y músicos multimedia que ascendieron en fama gracias a una ética de hacerlo uno mismo, amistad, y colaboración. También ha sido descrita como el catalizador de un movimiento artístico donde el ethos punk y la música pop coexisten.
Arbutus es gestionado principalmente por Sebastian Cowan, Marilis Cardinal, Taylor Smith y Jasper Baydala. También tiene una filial digital, "Movie Star", que trabaja principalmente con proyectos solistas derivados de bandas que trabajan con la disquera.

## Artistas

### Actuales
- Blue Hawaii
- Doldrums
- Majical Cloudz
- Sean Nicholas Savage
- TOPS
- Tonstartssbandht
- BUCKS
- Yon Rawlmer

### Previos
- Braids
- Grimes
- Oxen Talk
- Pop Winds
- Silly Kissers

### Movie Star (filial)
- Agor
- Eola
- Flow Child
- Kool Music
- Paula